# 1764–65-ös pozsonyi országgyűlés
Az 1764–65-ös pozsonyi országgyűlés a Mária Terézia uralkodása alatt összehívott utolsó diéta volt.

## Előzményei

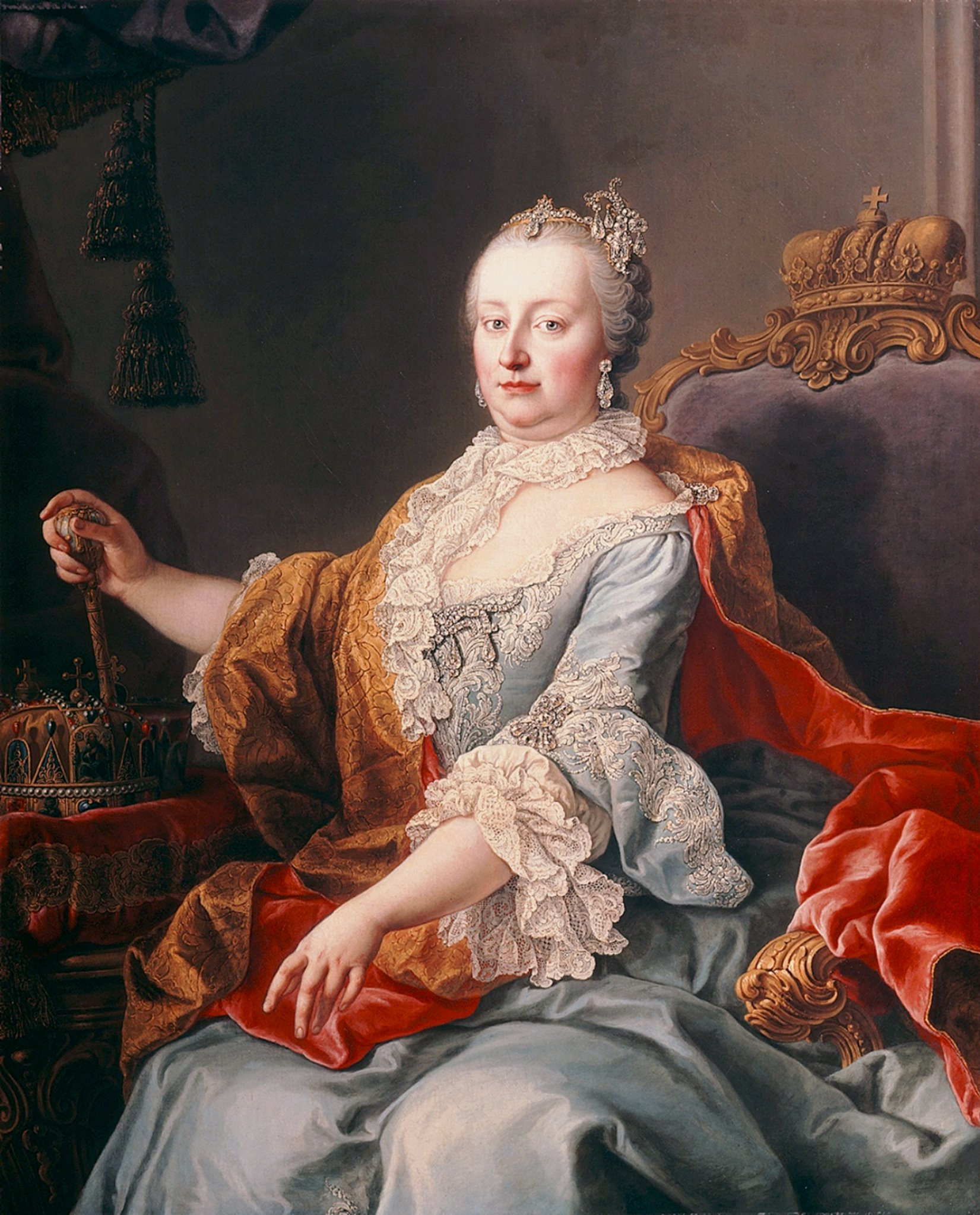
Mária Terézia portréja

A 18. századi magyar országgyűlések állandóan visszatérő problémája az adókérdés volt. Ennek hátterében egyfelől az államapparátus megnövekedett igényei, másfelől a birodalom katonai kiadásai álltak. Az 1715. évi VIII. törvénycikk állandó katonaság felállításáról, költségeinek fedezésére pedig évenkénti adó beszedéséről rendelkezett. A nemesi felkelés intézménye nem tűnt el, de rendkívüli esetekre korlátozták. A kormányzat egyik célja a következő évtizedekben az volt, hogy a katonai kiadásokból a nemesség is vegye ki a részét, ne hagyja a „honvédelem terhét” a „majdnem egészen kiváltságtalan nép vállaira” nehezedni.
Mária Terézia uralkodása alatt többször terítékre került az adókérdés. Alsó-Ausztria és Stájerország rendjei az örökösödési háború befejeztével elfogadták az adófizetést, a magyar fő- és köznemesek azonban ragaszkodtak a Tripartitum azon pontjához, amely kimondta, hogy mindenféle adó megfizetése alól mentesülnek, és csak katonai szolgálattal tartoznak az ország védelme érdekében. Emellett a nemesség a jobbágyföldek mind nagyobb hányadát igyekezett majorsági földdé tenni. Az 1741. évi VIII. törvénycikk értelmében a telekkel nem járt együtt semmiféle közteher. 1751-ben az udvar az eredetileg kért egymillió-kétszázezer forintos emelés helyett kénytelen volt megelégedni hétszázezerrel.
Mária Terézia több intézkedést hozott a nemesség megnyeréséért: 1760-ban felállította a magyar nemesi testőrséget, 1761-ben az elhunyt Károly főherceg magyar regimentjét Ferdinánd fiának adományozta a „magyar név dicsőségének” emelése érdekében, 1764-ben ünnepélyesen felavatta a Szent Istvánról elnevezett lovagrendet. Igyekezete azonban nem járt sikerrel.
Az Államtanács megállapította, hogy a magyar nemesség vonakodása ellentétes a hétéves háborúban kivérzett birodalom érdekeivel. 1763. november 27-én Mária Terézia közölte Esterházy Ferenc kancellárral, hogy a magyarországi várak fenntartási költségeihez a papságnak is hozzá kell járulnia. A várható ellenállás leszerelése, a rendek ideológiai „megpuhítása” érdekében a királyi jogról szóló alapos értekezés elkészítését rendelte el. A munkával Kollár Ádám Ferencet, a Hofbibliothek első őrét bízták meg. Kéziratát az uralkodónő államtanácsosai ellenőrizték, a mű kinyomtatására a hivatalos cenzúra jóváhagyása nélkül került sor.

## Lefolyása
1764. június 17-én nyílt meg az országgyűlés Pozsonyban. Az uralkodó és udvara július 5-én érkezett meg Bécsből. Ugyanezen a napon adta át a kancellár gróf szalai Barkóczy Ferenc (1710–1765) hercegprímásnak a királyi javaslatokat. Ezek két legfontosabb eleme a következő volt: a politikai és hadászati viszonyok megváltozása miatt egymillió forinttal föl kell emelni a hadiadót; mivel a nemesi inszurrekciónak „sem száma, sem rendje nem ismeretes […], legyen gondja a karoknak és rendeknek a felkelés olynemű szabályozására, hogy az czéljának, az ország védelmének meg is felelhessen.” Az országgyűlés július 9-én kezdte meg a tárgyalásokat, ám az első hetekben a javaslatok érdemi vitája helyett Kollár műve állt a középpontban.

### A Kollár-ügy

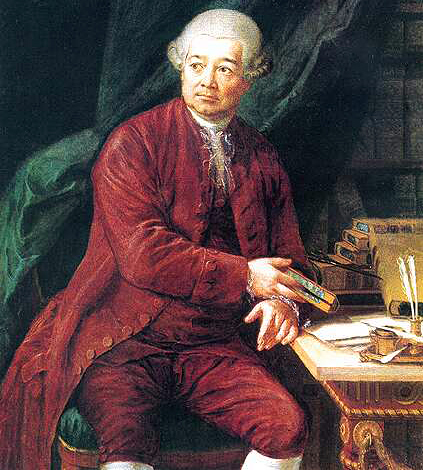
Kollár Ádám Ferenc portréja

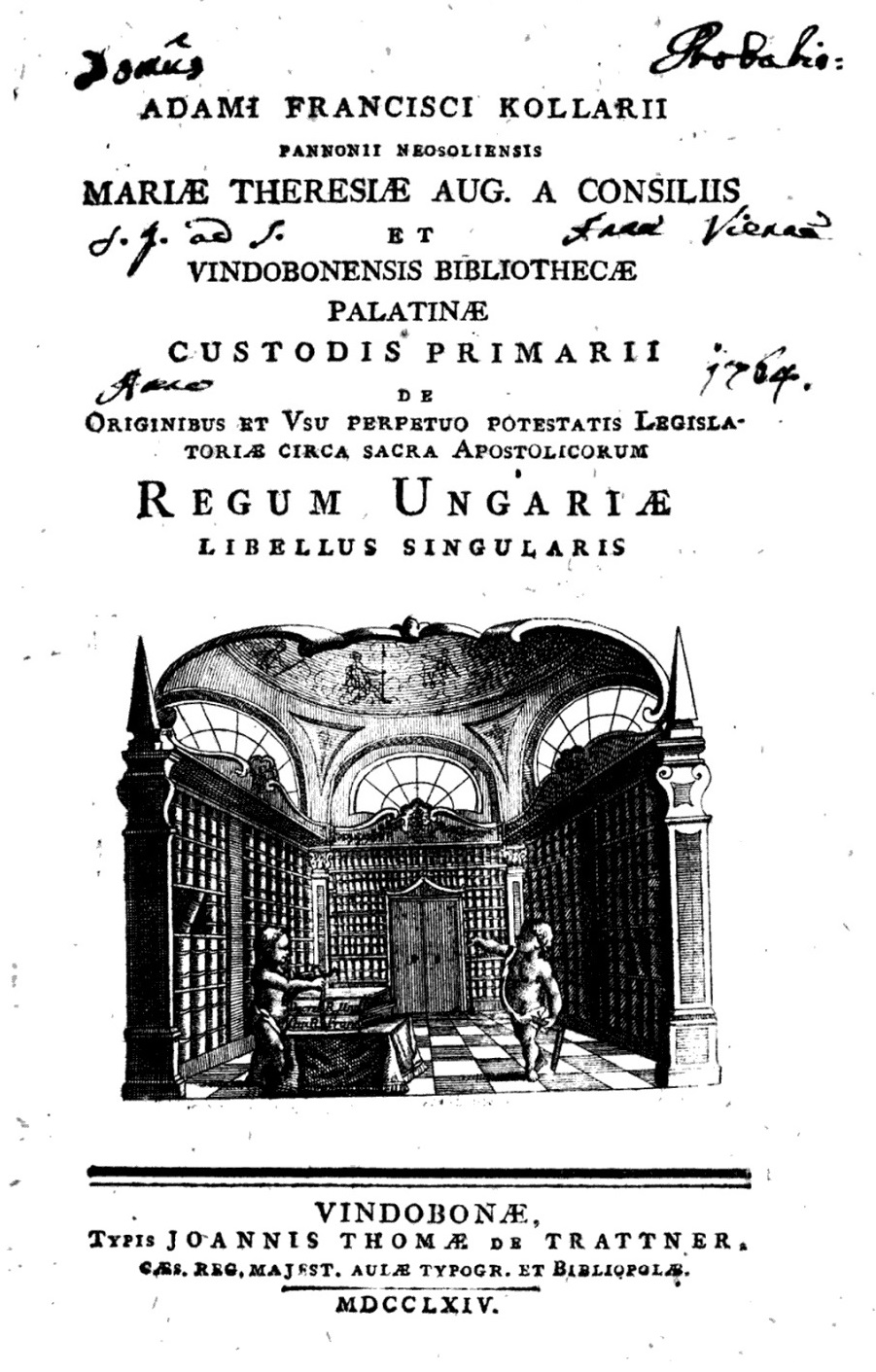
Kollár vitairatának címlapja

A De originibus et usu perpetuo potestatis legislatoriae circa sacra apostolicorum regum Hungariae („Magyarország apostoli királyainak a vallási dolgok körüli törvényhozó hatalmának eredetéről és örökös gyakorlatáról”) címet viselő vitairat mindenekelőtt azt kísérelte meg bebizonyítani, hogy az államhatalomból eredő főfelügyeleti jog gyakorlati megvalósulását a tetszvényjog (jus placeti regii) és a főkegyúri jog (ius supremi patronatus) jelenti, hiszen az egyház az állam határai között létezik. A magyar uralkodók – a böjtről rendelkező Szent Istvántól kezdve – egyházi ügyekben is mindig érvényesítették törvényhozói hatalmukat. Kereszténi Kollár Ádám Ferenc (1718–1783) jogtudós, császári és királyi tanácsos, bírálta Werbőczyt a Tripartitum miatt (a rendi konstrukciót támadta, amelynek a megszüntetését javasolta), II. András dekrétumát (a főpapok és az előkelők számára az Aranybulla ellenállási jogot biztosított abban az esetben, ha a király vagy utódai a dekrétum rendelkezéseit megszegnék) pedig Bonfini kitalációjának minősítette. Az inszurrekcióról megállapította, hogy a megváltozott viszonyok között alkalmatlan az ország biztonságának garantálására. A nemesség vétségének nevezte, hogy a „koronának alávetett nép szívesebben élne bármely más nemzet között, mint a hazájában”.
A könyv óriási felháborodást váltott ki. Gróf Barkóczy Ferenc hercegprímás a diéta megnyitása előtt közbenjárt a pápai udvarban a mű indexre tétele érdekében. (Ez augusztusban be is következett.) Az országgyűlési követek egy része a könyv elégetését, a szerző törvényen kívül helyezését szorgalmazta. Richwaldszky György esztergomi kanonok Vexatio dat intellectum című röpirata szerint rossz tanácsosok az ország szabadságának és rendjének felforgatására akarják rávenni a királynőt, ez pedig olyan veszély, amely nem teszi lehetővé az ősi szabadságokat sértő törvények elfogadását. A nemesi felkelés (latinul insurrectio) megváltoztatása akár azt is jelenthetné, hogy a személyesen szolgáló nemesek a Haditanács igazgatása alá jutnak. Horváth Mihály az országgyűlésről írott tanulmánya szerint a rendi alkotmány elleni támadás egyesítette a nemzetet: a katolikus papság egy táborba került a protestánsokkal. Mária Terézia bizalma még a hozzá lojálisnak mutatkozó főnemességben is megingott.
Az uralkodó végül kénytelen volt vizsgálatot indítani Kollár ellen, majd megtiltotta műve árusítását, újranyomását és behozatalát Magyarországra. Az indulatokat enyhítendő Kollár Apologiát tett közzé július végén, amelyben azt hangoztatta, ő magánemberként kizárólag tudományos álláspontját képviselte. Ezt azonban az országgyűlés már nem tárgyalta: augusztus 16-án a rendek hálafeliratban köszönték meg az uralkodó ez ügyben tett intézkedéseit, s „e tárgy további fűzésével felhagytak.”

### A sérelmek és az uralkodói javaslatok tárgyalásai

#### Az eredménytelenség hónapjai
A diéta ötödik, július 9-ei ülésén kezdte meg tényleges munkáját. A rendek még július 14-én úgy határoztak, hogy előbb tárgyalják a sérelmeket, s csak utána foglalkoznak az uralkodói javaslatokkal. A Kollár-ügy miatt azonban csak bő hónappal később, augusztus 22-én láttak munkához. A felmerült kétszázhuszonnyolc pontból kiválasztottak huszonkettőt a királyi előterjesztésekre adandó válaszuk alátámasztására. Mindez szeptember 3-áig tartott, vagyis az országgyűlés időtartamául eredetileg kijelölt két hónap eltelt anélkül, hogy bármilyen érdemi eredmény született volna.
Az uralkodói javaslatok tárgyalása a szeptember 4-ei huszonhetedik ülésen kezdődött meg. Az elsőként szóló Nyitra és Pozsony vármegyei alispánok az adó leszállítása mellett érveltek. A későbbi hozzászólók ugyanebben a szellemben nyilatkoztak. A nemesi felkeléssel kapcsolatban az az álláspont alakult ki, hogy miután azt számos törvény szabályozza, fölösleges újat megszavazni. A rendi tábla elnöke, báró nagymányai  Koller Ferenc királyi személynök ellenvetését, miszerint régen más volt a hadakozás módja, elvetették: ha az ország eddig képes volt túlélni a viszontagságokat, ezután is lesz idő, „hogy a törvények által kijelölt esetekben mindig felülhessen a nemesség”. A nemzet és a haza ellen vét, aki nem ismeri el a nemesség érdemeit. A felsőtábla válasza erre az volt, hogy az uralkodói kérést nem illik megtagadni. Az elnök ekkor az osztályonkénti szavazás mellett foglalt állást. A papság nevében felszólaló Kis Pál veszprémi prépost kijelentette, ők elfogadják a „nép állapotát” mindenkinél jobban ismerő nemesség végzését. A rendek egyetlen követ, a gróf zicsi és vázsonykői Zichy Miklósné gróf karancsberényi Berényi Erzsébet (1715–1796) úrnőt képviselő Jeszenák János ellenszavazatával elutasították az adóemelést. A felsőtábla azonban még mindig sürgette a nemesi felkelés szabályozását. Miután az alsótábla ezt a kérdést is elvetette, a diéta feliratát szeptember 14-én benyújtották az időközben Pozsonyba visszaérkezett Mária Teréziának. A szövegben a rendek kijelentették, „lelkiismeretök által az adónak nem csak fölemelésétől eltiltatnak, hanem arra is kényszeríttetnek, hogy azon fél millióval, melylyel az 1751-ben megszaporíttatott, leszállításáért könyörögjenek”.
Az uralkodó azonban mind az adóemeléshez, mind az inszurrekció megváltoztatásához ragaszkodott. Szeptember 19-ei leiratában hangsúlyozta: mindkét pont az ország dicsőségét és biztonságát szolgálja, és nem akarná újabb adókkal terhelni népét, ha az államadósság nem diktálná ennek ellenkezőjét. Attól, hogy vannak már törvények a felkelésről, az új intézkedések nem feltétlenül fölöslegesek, hiszen a nemesi felkelés jelen tempója az ország biztonságát veszélyezteti. Másik leiratában arra szólította fel a rendeket, hogy tanácskozzanak az igazságszolgáltatásról. A szeptember 27-ei ülésen a rendek ugyanarra jutottak az adó és az inszurrekció kapcsán, mint előzőleg; az elnökön kívül ketten nyilvánítottak ellenvéleményt: felsőbüki Nagy Pál nádori ítélőmester és a már említett Jeszenák. A felsőtábla háromórás tanácskozás után helybenhagyta a felkelésről szóló döntést, ám az adóügyben nem találták lehetetlennek a változtatást. Szeptember 28-án Mária Terézia anélkül távozott Pozsonyból, hogy fogadta volna a rendek búcsúzni hívott képviselőit. Ezután újból napirendre kerültek az uralkodói javaslatok.

#### Az adókérdés rendeződése
Bár az adóemelést egyre többen támogatták, az úrbérrendezés miatt egyelőre nem történt meg az áttörés. Vas vármegye követe, barkóci Rosty Ferenc (1718-1790), királyi tanácsos, alispán, a császár által javasolt adóemeléseknek  nagy ellenzője volt és nem csak a haza, hanem a szegény adózó nép védelmezőjének is ismerték. A főrendek igyekeztek elválasztani egymástól a két kérdést. Az alsótábla október 1-jei ülésén a személynök gyárépítési programot javasolt a pénzügyi helyzet javítása érdekében, ám a hozzászóló követek szerint ez csak hosszú távon hozott volna megoldást. A felsőtáblának küldött végzés ezúttal három főbb pontot tartalmazott: hozzájárulnak az adóügy és az úrbérrendezés szétválasztásához, ha a majdani feliratban mindkettőről szó esik; külön kell dönteniük a királyi testőrség tartásáról; el kell engedni az 1751-es félmilliós adópótlékot. Mivel a főrendek visszaküldték a javaslatot, október 2-án ismét terítékre került az adóemelés. Borsod, Heves, Esztergom, Csanád és Arad megyék követei ekkor már hajlandók voltak lemondani az adócsökkentésről. Az ezt kérő többség által közbenjárásra felkért gróf németújvári Batthyány Lajos nádor viszont Mária Terézia elutasító válaszával tért vissza Bécsből.
Az október 10-ei negyvenegyedik gyűlésen a papság megváltoztatta véleményét: úgy vélték, ha az uralkodó és a főrendek az ország rossz állapota dacára is az adóemelés mellett foglalnak állást, célszerű engedni. Az sem lenne szerencsés, ha Mária Terézia „egészen elfordítaná szívét a nemzettől”. Ennek hatására az adócsökkentés követelése végképp lekerült a napirendről, és az érvek már csak az emelés lehetetlensége körül forogtak. Tersztyánszky esztergomi követ már félmilliós emelést sem tartott elképzelhetetlennek. A nap végére a papság, kilenc megye és két város támogatta az adóemelés ügyét, de a főrendeknek küldött végzés még mindig csak a csökkentés elvetését tartalmazta. A felsőtábla válasza (miszerint vonakodásukkal a hadsereg létszámának és a tisztviselők fizetésének csökkenését érhetik el a rendek) után mind többen szorgalmazták az emelés megszavazását. Október 12-én már csak amiatt aggódott az alsótábla, hogy a megajánlott három és félmillió forintnál is magasabb összeget fognak követelni tőlük. S valóban, a főrendek csekélynek találták az emelés mértékét, így az október 23-ai (immár a negyvennyolcadik) gyűlés után a testőrség számára újabb százezer forint megajánlásáról döntöttek. Az inszurrekció megváltoztatásáról azonban hallani sem akartak a rendek.
November 10-én megérkezett az uralkodó leirata: nem ejtett szót a nemesi felkelés ügyéről, kevesellte ugyanakkor a megajánlott adót. Az egy héttel későbbi gyűlés végül megszavazta a hatszázezer forintos emelést, ám a rendek a királynő kifejezett kérése ellenére sem saját zsebből kívánták finanszírozni a nemesi testőrség költségeit. A november 23-ai ülés után gróf németújvári Batthyány József kalocsai érsek és gróf fogarasföldi Nádasdy Ferenc horvát bán által a királynőnek átnyújtott feliratra december 17-én érkezett meg a válasz. Mária Terézia elfogadta a megajánlott adót, egyben utalt az úrbérrendezés szükségességére. Ezt a kérdést azonban még november 17-én ejtette a diéta. Azzal sokan egyetértettek ugyan, hogy a jobbágynak segíteni kell, ha még többet követel tőle az állam, az udvari kancellária azonban azt a – rendek által elfogadhatatlannak tartott – álláspontot képviselte, hogy az úrbéri törvénynek szólnia kell a jobbágy és földesura közötti viszonyra kiterjedő királyi felügyeleti jogról is. A rendek ezt magánjogi kérdésnek tartották.

#### Egyéb ügyek
Az országgyűlés hátralévő hónapjaiban nem történt előrelépés az inszurrekció ügyében. Az e kérdés körüli vitákon kívül az árva- és gyámügy, a testőrkapitányok bárói rangra emelése és a koronaőrök megválasztása kötötték le a rendek figyelmét.  Az igazságszolgáltatás megváltoztatását 1765. február 5-én a következő országgyűlésig elhalasztották.
A március 21-ei utolsó ülésen Mária Terézia nem vett részt, királyi biztossal képviseltette magát.

## Következményei
Kaunitz kancellár már 1761-ben azt tanácsolta az uralkodónak, hogy a rendek nélkül kormányozzon, mivel az országgyűlés „minden zavargás forrása”. Az 1764–65-ös diéta elhúzódó döntéshozatalából immár a királynő is azt a következtetést vonta le, hogy „nagy fontosságú törvények alkotásához nem lehet fogni” a rendekkel. „Az alap teljesen a régi, csak némi toldás-foldásról lehetett szó…”
Mária Terézia tehát nem hívott össze több országgyűlést, 1780-as haláláig „kormány-parancsok” útján igyekezett kormányozni. Alig ért véget a diéta, máris elkezdte kidolgoztatni az úrbéri rendeletet. Az 1767-ben bevezetett szabályozás a rendek hozzájárulása nélkül született meg, csakúgy, mint az 1777-es iskolai reform, a Ratio Educationis. Az uralkodó a nádor és a prímás megüresedett posztját sem töltötte be, Albrecht főherceg személyében azonban helytartót nevezett ki.